# Liacarus pulcher
Liacarus pulcher är en kvalsterart som först beskrevs av Sergienko och Djaparidze 1981.  Liacarus pulcher ingår i släktet Liacarus och familjen Liacaridae. Inga underarter finns listade i Catalogue of Life.